# Atelognathus praebasalticus
Atelognathus praebasalticus är en groddjursart som först beskrevs av José Miguel Cei och Roig 1968.  Atelognathus praebasalticus ingår i släktet Atelognathus och familjen Ceratophryidae. IUCN kategoriserar arten globalt som starkt hotad. Inga underarter finns listade.